# 下河辺荘
下河辺荘（しもこうべのしょう）は、下総国葛飾郡に置かれた荘園である。

## 概要
下河辺荘は下総国葛飾郡にあった荘園である。中世前期から、太田荘や下河辺荘は関東平野の沖積低地で河川の氾濫による自然堤防上で利根川中流部に存在し、鎌倉期には、自然堤防上に人工堤防を築き、集落と耕地を形成していた。
中近世の利根川東遷事業以前のこの地域は利根川（大落古利根川）・荒川・渡良瀬川・太日河・隅田川（古隅田川）が入り組んだ地域であり、これらを介した水運が盛んであった。荘内には前林・河妻・赤岩の平野村があったことが知られている。
下河辺の読みは、中世の史料では平仮名で「しもかわべ」と示されているものもあるが、現在では一般的に「しもこうべ」と読まれている。

## 歴史
平安時代末期に藤原秀郷の子孫である開発領主下河辺氏が源頼政を仲介して寄進したことによって成立したとされているが、寄進先については鳥羽法皇・美福門院・八条院（鳥羽法皇と美福門院の娘）と諸説ある。遅くても安元年間（1170年代）には「八条院領」の中に組み込まれていた。
治承4年（1180年）、下河辺行平は源頼朝に従って同荘の荘司職を安堵された。文治4年（1188年）には、関東申次を務めていた帥中納言吉田経房が地頭職を与えられた（『吾妻鏡』文治4年6月4日条）。そして、建長5年（1253年）に鎌倉幕府が下河辺荘の堤防修築を行った。その後、北条氏が衰退した下河辺氏を御内人に取り込んで支配権を獲得、一部を称名寺に寄進した。
鎌倉幕府滅亡後、一時小山氏の支配下に入るが、小山氏の乱をきっかけに鎌倉公方足利氏満が鎌倉府御料所に編入した。享徳の乱が発生すると、鎌倉公方足利成氏は享徳4年（1455年）に下河辺荘内の古河城に移って「古河公方」と称し、室町幕府や関東管領・堀越公方と対抗関係に入った。和睦成立後も古河公方は鎌倉に拠点を戻すことなく、下河辺荘は古河公方の基盤として機能していくことになる。また、古河公方麾下として佐竹義経（義人の末子）が下河辺荘の領主となった。
中世の関連する諸資料と『新編武蔵風土記稿』に書かれた近世において下河辺荘に属していたことを唱えた村々を集めて考察した成果によると、「西に位置していた武蔵国太田荘と下総国下河辺荘は、古利根川と元荒川の旧流路によって明確に画されていた」という。その荘域が広大であったうえ、戦国時代以後の利根川などの河川の流路変更によって、現在の茨城県古河市・境町・五霞町・坂東市、千葉県野田市・流山市、埼玉県久喜市・幸手市・杉戸町・春日部市・越谷市・松伏町・吉川市・三郷市の各市町にまたがる地域に及ぶ。
当時、上流域（茨城県古河市周辺）を「上方（野方）」、下流域（埼玉県久喜市から千葉県野田市を経て埼玉県三郷市に及ぶ地域）を「下方（河辺）」、大落古利根川と古隅田川と元荒川に挟まれた地域を「新方」に三分されていた。

### 古文書（一次資料）
- 『吾妻鏡』
- 『新編武蔵風土記稿』

### 和書
- 伊藤寿和「下総国 「下河辺荘」 に関する歴史地理学的研究: 低湿地農業の実態と万福寺 (満福寺) の比定地について」『日本女子大学紀要』第57号、日本女子大学文学部、2008年、77-96頁。
- 原田信男「中世における村落の景観・補考(池上二良先生定年退職記念号)」『札幌大学女子短期大学部紀要』第17巻、札幌大学女子短期大学部、1991年、47-56頁。

- 原田信男「下河辺荘の村々と景観」（『三郷市史 第六巻 通史編Ⅰ』（三郷市、1995年）、289-297頁）
- 原田信男「下河辺荘の荘域復原」（『中世村落の景観と生活』（思文閣出版、1999年） ISBN 4-7842-1022-9）

- 佐藤博信「下河辺荘」『国史大辞典 7』（吉川弘文館 1986年）ISBN 978-4-642-00507-4
- 段木一行「下河辺荘」『日本史大事典 3』（平凡社 1993年）ISBN 978-4-582-13103-1
- 瀧川恒昭「下河辺荘」『平安時代史事典』（角川書店 1994年）ISBN 978-4-040-31700-7
- 海津一朗「下河辺荘」『日本歴史大事典 2』（小学館 2000年）ISBN 978-4-09-523002-3